# Chemin de fer de Groudle Glen

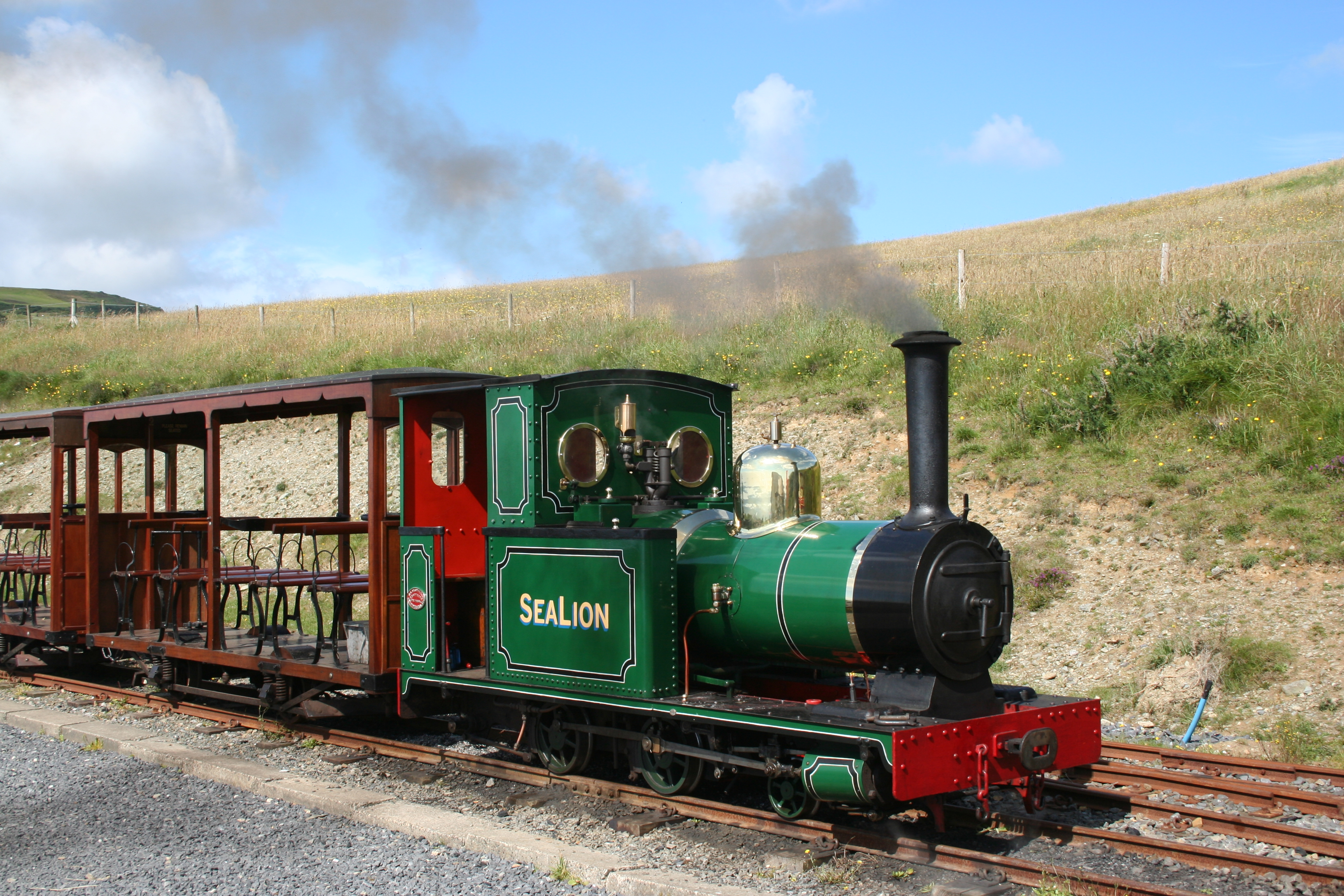
La locomotive Sea Lion de 1896.

Le chemin de fer de Groudle Glen est une ligne à voie étroite construite vers la fin de l'époque victorienne à peu de distance de Douglas, sur l'île de Man.

## Les débuts
Il s'agissait de répondre à la demande créée par l'augmentation du tourisme dans la vallée de Groudle après la mise en service du chemin de fer électrique mannois. Un hôtel, le Groudle hotel, avait été inauguré en 1893, et le développement de la péninsule se poursuivit avec l'ouverture d'un parc zoologique, où furent introduits des ours polaires et des lions de mer, et d'un chemin de fer miniature en 1896. La ligne, d'un écartement de 610 millimètres, partait de Lhen Coan, en haut de la vallée, pour rejoindre le parc près de Sea Lions Rocks (les rochers des lions de mer). La ligne fut inaugurée le 23 mai 1896 et fonctionna d'abord avec une seule locomotive, nommée Sea Lion (en), et trois wagons. La machine sortait des usines de Stafford (W. G. Bagnall Ltd de Castle Engine Works). Elle connut un tel succès qu'il fallut bientôt acheter une nouvelle locomotive Polar Bear (en) et des wagons supplémentaires.

## Le déclin
Après la Première Guerre mondiale, les deux locomotives furent remplacées par des motrices fonctionnant sur accumulateurs électriques ; celles-ci restèrent en service six ans seulement avant d'être retirées et remplacées par les deux locomotives d'origine. Le chemin de fer ferma une fois pendant la Seconde Guerre mondiale mais put rouvrir à la fin de celle-ci. Seule Ourse polaire reprit du service ; la ligne avait subi des dégâts considérables dus aux glissements de terrain. La locomotive finit par tomber en panne et la ligne ferma en 1962.
Au cours des douze années qui suivirent, les locomotives et la voie ferrée furent vendues séparément, cette dernière mise à la ferraille. Ours polaire fut restaurée et exposée au musée d'Amberley (Amberley Chalk Pits Museum), dans le Sussex de l'Ouest, pendant que Lion de mer était dirigée sur Loughborough où elle resta jusqu'en 1987, date à laquelle elle fut enfin restaurée et remise en service sur la ligne rénovée.

## Le renouveau
En effet, en 1982, l'association des amis du chemin de fer à vapeur de l'Île de Man lança un projet pour la restauration de la ligne et en mai 1986 un tronçon fut de nouveau ouvert au public. Au cours des années suivantes, la partie opérationnelle de la ligne retrouva sa longueur originelle et une locomotive supplémentaire (Jack) fut achetée et mise en service.
La ligne est maintenant entretenue et fonctionne grâce à des volontaires et offre des formules très populaires telles que les trains du père Noël (Santa Trains). Elle emprunte toujours la voie qui mène au vieux jardin zoologique de Sea Lion Rocks. Bien que les animaux soient partis depuis longtemps, on peut encore voir les restes du zoo.